# 莫里菲爾德

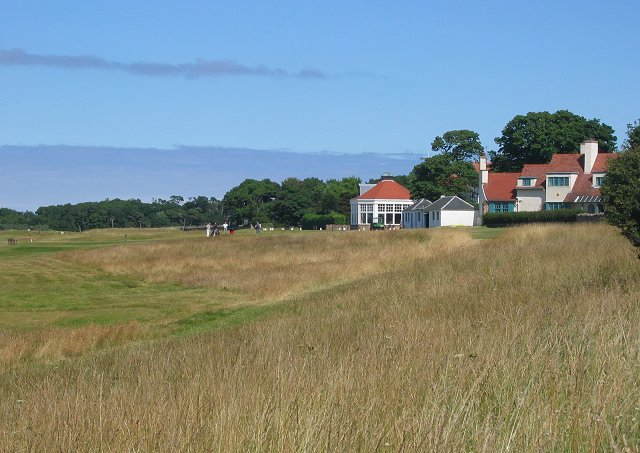
2005年7月

莫里菲爾德（英語：Muirfield）是一座私人擁有的林克思風格高爾夫球場，隸屬於愛丁堡高爾夫榮譽公司（The Honourable Company of Edinburgh Golfers）底下，其位於可以俯瞰福斯灣的蘇格蘭東洛錫安嘉齡處。同時莫里菲爾德也是輪流舉辦英國高爾夫球公開賽的主要場地之一，目前該處已經舉辦了16次英國高爾夫球公開賽，最近一次為2013年英國高爾夫球公開賽並且由菲爾·米克森奪得冠軍，而其他曾經於莫里菲爾德獲得公開賽冠軍的選手包括有厄尼·艾爾斯、尼克·佛度（兩次）、湯姆·沃森、李·特維諾、傑克·尼克勞斯、加里·普萊爾、亨利·卡登斯、阿爾夫·佩利、沃爾特·哈根、哈利·瓦爾登和哈羅德·希爾頓等人。另外一方面，莫里菲爾德還曾舉辦過如英國業餘錦標賽、1973年的萊德盃、1959年和1979年的沃克盃、1952年和1984年的柯蒂斯盃以及其他重要比賽。而曾經在此奪得1966年英國高爾夫球公開賽冠軍並首次達成三大賽冠軍紀錄的傑克·尼克勞斯便曾稱讚莫里菲爾德為「全英國最好的高爾夫球場」，並且他在1974年於自己家鄉俄亥俄州哥倫布郊區都柏林設立高爾夫球場時亦命名為「莫里菲爾德」。莫里菲爾德也是英國高爾夫公開賽中唯一一座禁止女性進入的球場。

## 外部連結
- （英文） Muirfield
- （英文） Muirfield （页面存档备份，存于）
- （英文） The Open Championship

1. ↑  . Muirfield.   [7 June 2013]. （原始内容存档于3 June 2013）.